# Parti Québécois

Logo

De Parti Québécois (PQ) is een politieke partij in de Canadese provincie Québec.
Zij heeft een onafhankelijk Québec als doel en stimuleert de Franse taal in Québec.
De basis voor de partij werd gelegd toen een groep van enkele honderden partijleden onder leiding van René Lévesque in oktober 1967 uit de LPQ, de Liberale Partij van Québec stapte, uit onvrede omdat het partijcongres zijn voorstellen voor een met Canada verbonden autonoom Québec had afgewezen. Deze Mouvement Souveraineté-Association (Beweging voor Soevereiniteit-Vereniging) streefde naar een bundeling van twee grote Québecse onafhankelijkheidsbewegingen. Deze Ralliement national (Nationale Beweging) en de Rassemblement pour l'Indépendance Nationale komen een fusie overeen, en in april 1968 besluiten ze een politieke partij op te gaan richten. 11 november 1968, het begin van het oprichtingscongres, geldt als geboortedatum van de partij.
In sociaal, economisch en cultureel opzicht staat de PQ dicht bij de Europese sociaaldemocratische partijen; ze onderhoudt echter slechts informele banden met de arbeidersbeweging en vakbonden.
Leden en aanhangers van de partij worden aangeduid als péquistes ([peˈkist]), een term die is afgeleid van de Franse uitspraak van PQ.
Sinds de verkiezingen van 26 maart 2007 bezet de PQ 36 van de 125 zetels in de Nationale Assemblee van Québec en is daarmee de op twee na grootste partij. Anno 2008 is Pauline Marois partijleider en Monique Richard partijvoorzitter.